# Намир
Намир (фр. Namur, хол. Namen, вал. Nameûr) је општина у Белгији у региону Валонија у покрајини Намир. Град је на 65 километара југоисточно од главног града Белгије Брисела, на ушћу реке Самбр у реку Мезу. Према процени из 2007. у општини је живело 107.653 становника. Скоро све становништво говори француски језик.
Намир је главни град истоимене провинције и региона Валоније.

## Историја
Старо келтско утврђење из претхришћанских времена које је постојало на овом месту је у 7. веку поново подигнуто. Меровинзи су овде изградили тврђаву. У 10. веку Намир је постао грофовија којој је припадала северна обала реке Меза, док је јужна обала припадала грофовији Лијеж. 
Део грофовије Фландрије град је постао 1262, а 1421. владар Бургундије Филип Добри је освојио град. Луј XIV је 1692. заузео Намир и припојио га Француској, да би само три године доцније Виљем Орански освојио град за Уједињену Низоземску.
Миром из Утрехта 1709. власт Холанђана над градском тврђавом је потврђена, док је власт над градом припадала Аустријској Низоземској. После Француске револуције град је 21 годину припадао Француској, после тога Уједињеном Краљевству Низоземске, а од 1830. Белгији. 
Белгијска војска је јако утврдила град низом тврђава, међутим немачка војска их је у Првом светском рату уништила тешком артиљеријом. И у Другом светском рату Намир је био уништен борбама 1940. и 1944. 

## Становништво
Према процени, у општини је 1. јануара 2015. живело 110.646 становника.
| 1984.  | 2000.  | 2010.  | 2015.  |
| ------ | ------ | ------ | ------ |
| 101861 | 105419 | 108950 | 110646 |

## Партнерски градови
- Квебек
- Емполи
- Белмонт
- Суботица
- Огаки
- Лафејет
- Бург ан Брес